# إميل ماسون الابن
إميل ماسون الابن (بالفرنسية: Émile Masson junior) ولد بتاريخ 01 سبتمبر 1915 في بلجيكا، وتوفي في 02 يناير 2011، كان دراج بلجيكي في صنف سباق الدراجات على الطريق.

## سجل النتائج

### سباقات أو مراحل فاز بها
- طواف فرنسا

## وصلات خارجية
- الموقع الرسمي

## روابط خارجية
- إميل ماسون الابن على موقع أرشيف الدراجات (الإنجليزية)
- إميل ماسون الابن على موقع إحصائيات الدراجات الإحترافية (الإنجليزية)
- إميل ماسون الابن على موقع CycleBase (الإنجليزية)